# V487 Близнецов
V487 Близнецов (лат. V487 Geminorum) — одиночная переменная звезда* в созвездии Близнецов на расстоянии приблизительно 365 световых лет (около 112 парсек) от Солнца. Видимая звёздная величина звезды — от +11,35m до +11,22m.

## Характеристики
V487 Близнецов — оранжевый карлик, вращающаяся переменная звезда типа BY Дракона, эруптивная переменная звезда типа UV Кита (BY+UV) спектрального класса K. Радиус — около 0,85 солнечного, светимость — около 0,354 солнечной. Эффективная температура — около 4820 К.